# Arcossó
Arcossó ė uma povoação portuguesa do Município de Chaves com 242 habitantes (censo de 2021). Foi sede da extinta Freguesia de Arcossó, freguesia que tinha 7,95 km² de área e 323 habitantes (2011), e, por isso, uma densidade populacional de 40,6 hab/km².
A Freguesia de Arcossó foi extinta em 2013, no âmbito de uma reforma administrativa nacional, tendo sido agregada às Freguesias de Vidago, Selhariz e Vilarinho das Paranheiras para criar a União das Freguesias de Vidago, Arcossó, Selhariz e Vilarinho das Paranheiras com sede em Vidago.
Em 1853, Arcossó foi anexada ao concelho de Vila Pouca de Aguiar, e em 24 de Outubro de 1855, voltou a integrar o concelho (atual município) de Chaves. A freguesia era composta pelos lugares de Arcossó, Couces, Lamalonga, Ponte Seca e Salpica que estão inseridos na nova freguesia.

## População
| Número de habitantes | Número de habitantes | Número de habitantes | Número de habitantes | Número de habitantes | Número de habitantes | Número de habitantes | Número de habitantes | Número de habitantes | Número de habitantes | Número de habitantes | Número de habitantes | Número de habitantes | Número de habitantes | Número de habitantes |
| -------------------- | -------------------- | -------------------- | -------------------- | -------------------- | -------------------- | -------------------- | -------------------- | -------------------- | -------------------- | -------------------- | -------------------- | -------------------- | -------------------- | -------------------- |
| 1864                 | 1878                 | 1890                 | 1900                 | 1911                 | 1920                 | 1930                 | 1940                 | 1950                 | 1960                 | 1970                 | 1981                 | 1991                 | 2001                 | 2011                 |
| 857                  | 1 010                | 1 533                | 1 223                | 1 547                | 1 572                | 688                  | 674                  | 789                  | 771                  | 520                  | 572                  | 440                  | 365                  | 323                  |

(Obs.: Número de habitantes "residentes", ou seja, que tinham a residência oficial nesta freguesia à data em que os censos  se realizaram.)
Com lugares desta freguesia foi criada a freguesia de Vidago. (Lei nº 1.803, de 20 de julho de 1925)

## História
Pensa-se que a localidade de Arcossó é anterior à nacionalidade, encontrando-se por aqui alguns vestígios de romanização tanto na toponímia como nas edificações.
Aldeia situada no cabeço de um monte oferece uma bela panorâmica de área urbana e rural. A sua extensão geográfica, dimensão populacional e prosperidade de recursos levam a que muitos considerem que merecia ser vila.
Com base num estudo realizado pela Doutora Zélia Valoura e Padre Mateus em 2002, deduz-se que esta localidade pertencia à paróquia medieval de Santa Maria de Moreiras, e a lenda que muitos ainda contam, assim o faz pensar, segundo esta lenda o topónimo Arcossó deriva do facto de duas velhinhas que todos os Domingos iam à missa a Moreiras quando regressavam diziam que iam até ao Arco (nome de uma rua desta povoação) " e vamos sós" e daí ter nascido o nome Arcossó. Outros com fundamentos mais baseados na investigação histórica referem-se à origem deste nome como estando associado a um túmulo de pessoa de pouca idade que existia no local, pois a palavra latina arcossolum donde se diz derivar Arcossó, assim o induz.
A importância de Arcossó tem variado no tempo, teve no século XIX administração própria foi sede de freguesia da actual vila de Vidago até 1925  (A lei nº 1803 de 20 de Junho de 1925   desanexou Vidago de Arcossó).
Com origem no morgadio de São José de Arcossó foi criado o título de barão de Arcossó, concedido ao brigadeiro e político liberal Pedro António Machado Pinto de Sousa Canavarro.

## Lugares de interesse
Destaca-se a capela de Santo António, a igreja paroquial, duas fontes uma de mergulho e outro de cantaria que se situa no meio da povoação que embeleza particularmente o " largo", o “Pinoco” local de onde se avista uma paisagem imensa e de onde se alcançam vários concelhos do Alto Tâmega, o local é assim chamado por lá se encontrar um marco geodésico, marco este, que demonstra a importância estratégica deste povoado do concelho de Chaves.